# Tannin
Tannin eller garvesyre er et sammenstrækkende og stoppende bittert plantepolyfenol. Det enten gennemsyrer, binder eller sammentrækker proteiner. 
Den sammentrækkende effekt er det, som får det til at føles tørt og stramt i munden efter man har drukket rødvin eller spist umoden frugt. Man garver dyreskind til læder med garvesyre, men garvning er benævnelsen for alle de forskellige former for behandling med polyfenoler der indeholder nok hydroxyler (eller andre kemikalier såsom carboxyler) til at forme stærke kæder af komplekser med proteiner eller andre makromolekyler. Garvesyrer er ikke forligelige med alkalier, gelatiner, tunge metaller, jern, kalkvand (calciumhydroxid), metalliske salte, stærkt oxiderende stoffer og zink sulfater. 
En udbredt misforståelse er at alle te-typer indeholder garvesyre. Der er i nogle tilfælde ikke tale om garvesyre men flavonoider, altså antioxidanter fra frugt og grønt.